# 1380-е годы до н. э.
1380-е (ты́сяча три́ста восьмидеся́тые) го́ды до на́шей э́ры по пролептическому юлианскому календарю — промежуток времени с 1 января 1389 года до н. э. по 31 декабря 1380 года до н. э., включающий с 1389 по 1381 годы 2-го десятилетия  и 1380 год 3-го десятилетия XIV века 2-го тысячелетия до н. э. Им предшествовали 1390-е годы до н. э., за ними следовали 1370-е годы до н. э. Они закончились 3405 лет назад.

## События

### Греция
- 1389 до н. э. — царь Полидорус (1389—1363 до н. э.) из Фив возвратился из ссылки.

### Египет
- 1388 до н. э. — Аменхотеп III (1388—1351 до н. э.), девятый фараон из 18-й династии Египта.
- 1387 до н. э. — Аменхотеп III женился на женщине из скромного происхождения Королева Teye.
- 1386 до н. э. — Аменхотеп III начал кампанию против Куш и подавил восстание в Нубии.
- 1380 до н. э. — Аменхотеп III женился, чтобы запечатать союз с Kilu-Hepa дочери Shuttarna II.[уточнить]

### Месопотамия
- 1385 до н. э. — царь Tushratta (1385—1350 до н. э.) из Митанни следующие Shuttarna II на.[уточнить]
- 1384 до н. э. — Арташшумара объявил себя королём хурри и основал конкурирующую династию.
- 1380 до н. э. — Арташшумара убит генерал Utkhi династия Hurri растворяется.[уточнить]